# Sophie-Madeleine de Danemark
Titres
Reine consort de Suède-Finlande
12 février 1771 – 29 mars 1792
(21 ans, 1 mois et 17 jours)
Princesse héritière consort de Suède
1er octobre 1766 – 12 février 1771
(4 ans, 4 mois et 11 jours)
Reine douairière de Suède
29 mars 1792 – 21 août 1813
(21 ans, 4 mois et 23 jours)
Princesse héritière présomptif de Danemark et de Norvège
3 juin 1747 – 29 janvier 1749
(1 an, 7 mois et 26 jours)
Sophie-Madeleine de Danemark (en danois : Sophie Magdalene af Danmark og Norge), née le 3 juin 1746 au palais de Christiansborg (royaume de Danemark et de Norvège) et morte le 21 août 1813 au château d'Ulriksdal (Suède), fut reine de Suède et de Finlande, comme épouse du roi Gustave III de Suède.

## Biographie

### Naissance et famille

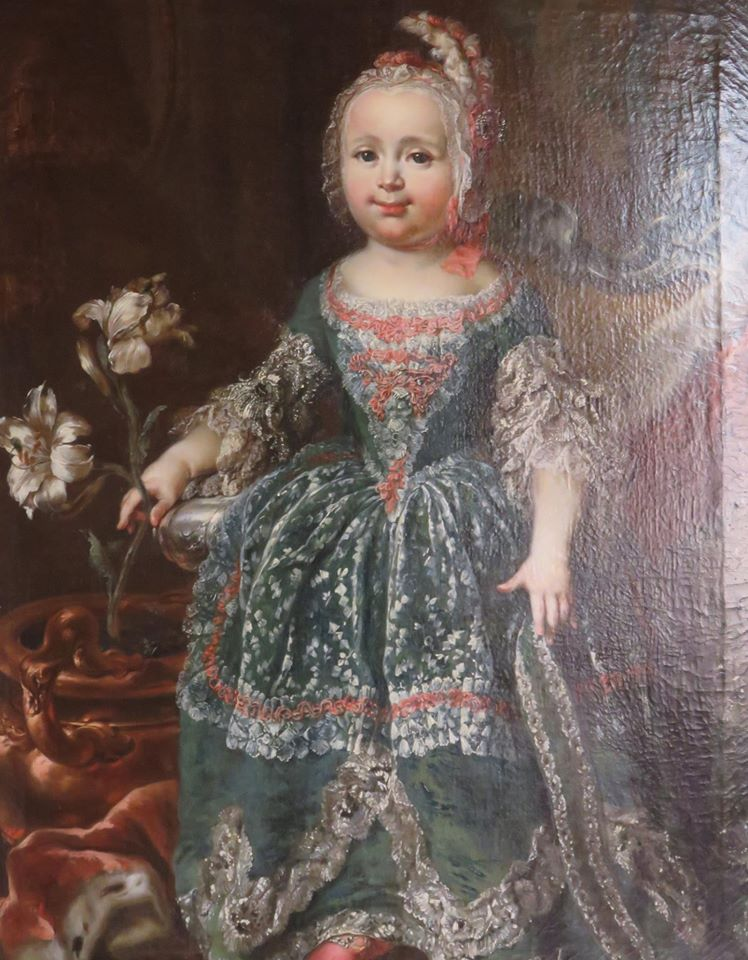
La princesse Sophie-Madeleine en 1750.

La princesse Sophie-Madeleine de Danemark est née au palais de Charlottenborg, la résidence de ses parents située sur la plus grande place de Copenhague, Kongens Nytorv. Elle est la fille ainée du prince héritier Frédéric de Danemark et de Norvège et de sa première épouse Louise de Grande-Bretagne. Par sa mère elle est la petite-fille du roi George II de Grande-Bretagne, et elle reçut son nom en l'honneur de sa grand-mère la reine Sophie-Madeleine. Déjà à la naissance, elle reçoit sa propre cour.
Juste un mois après sa naissance, le 6 août 1746, son grand-père, le roi Christian VI, décède et le père de Sophie-Madeleine monte sur le trône en tant que roi Frédéric V. En tant qu'enfant unique du roi, elle est héritière du trône depuis la mort de son frère aîné le prince héritier Christian en 1747, jusqu'à la naissance de son frère cadet (le futur roi Christian VII) en 1749.
Déjà en 1751, lorsque la princesse Sophie-Madeleine a seulement cinq ans, un accord d'un mariage dynastique entre la princesse et l'héritier du trône suédois du même âge, le prince héritier Gustave, est conclu. Une relation tendue avait existé entre la famille royale danoise et le roi de Suède, Adolphe-Frédéric de Holstein-Gottorp, depuis que celui-ci fut préféré au père de Sophie-Madeleine lors de l'élection d'un successeur au trône de Suède en 1743; En 1750, un accord mutuel lève cette relation tendue et l'année suivante, afin de consolider l'amitié, le mariage entre la princesse Sophie-Madeleine et le prince héritier Gustave est convenu.
La princesse Sophie-Madeleine perdit sa mère à l'âge de 5 ans lorsque la reine Louise mourut en couches à 27 ans. L'année suivante, son père épousa la duchesse Juliane-Marie de Brunswick.

### Mariage et descendance
Le 1er octobre 1766, elle épouse par procuration à la chapelle du palais de Christiansborg le prince héritier Gustave, son frère, le prince Frédéric de Danemark, représentant son époux. Le 4 novembre Sophie-Madeleine et Gustave font leur entrée officielle dans la capitale suédoise sous les acclamations de la population. Déjà le même soir, une deuxième cérémonie de mariage avec le marié présent est célébrée dans la chapelle du palais de Stockholm, la résidence principale de la monarchie suédoise.
Ils ont deux fils :
- Gustave IV de Suède (1778-1837), qui épouse en 1797 Frédérique de Bade (1781-1826), sœur de la tsarine ;
- Charles-Gustave, duc de Småland (1782-1783).

### Le scandale de 1778
Celui-ci eut pour origine une visite chez leur mère, la reine douairière née Louise-Ulrique de Prusse, des deux frères cadets du roi, le duc de Södermanland et le duc d'Östergotland qui déclarèrent à celle-ci sous forme de plaisanterie que la plupart des femmes de la cour avaient des amants, à l'exception évidemment de la reine-mère. Sobrement, celle-ci fit la remarque qu'il fallait ajouter la reine Sophie-Madeleine, sa belle-fille, à cette exception, mais les princes s'esclaffèrent, déclarant que le comte Munck faisait la cour à la reine.
Outrée, la reine-mère Louise Ulrique demanda des preuves.
Lorsque la reine mit un fils au monde en 1778, toute la cour était persuadée qu'il s'agissait du fruit des amours de la reine avec le comte Munck. La reine-mère Louise-Ulrique eut une violente dispute avec son fils le roi Gustave, l'accusant d'avoir fermé les yeux. Celui-ci menaça sa mère de l'exiler en Poméranie.
Ses enfants favoris, le faible Frédéric-Adolphe et Sophie-Albertine, prirent le parti de leur mère. La reine douairière fut forcée d'écrire une déclaration, selon laquelle elle démentait ses accusations. Pour elle, ce fut la répétition de l'humiliation de 1756.
Toute la famille royale signa (à l'exception évidente du couple royal) cette déclaration, ainsi que six membres du parlement. Le roi ne se réconcilia avec sa mère que sur son lit de mort.

### La reine douairière
En 1792, le roi Gustave III est assassiné, son fils lui succède sous le nom de Gustave IV Adolphe. Le nouveau roi étant mineur, la régence est assumée par son oncle jusqu'en 1796. Gustave IV règne alors personnellement. Il était question de marier le jeune souverain à la grande-duchesse Alexandra de Russie, Les deux jeunes gens se plaisent mais les différences de religion empêchent le mariage. Cet échec cause tant de peine à la tsarine que - dit-on - elle en mourut. En 1797, le roi Gustave IV épouse la princesse Frédérique de Bade dont la sœur a épousé le futur Alexandre Ier de Russie. Il perd son trône et doit quitter la Suède avec sa famille (dont son fils) en 1809, après une guerre désastreuse contre la Russie. Il divorce en 1812 et ses enfants sont placés sous la tutelle de leur oncle maternel par alliance, le tsar Alexandre Ier de Russie, vainqueur de la guerre de 1809. Ils vivent dans leur famille maternelle au château de Bruchsal dans le grand-duché de Bade auprès de leur grand-mère née Amélie de Hesse-Darmstadt.
L'ancien régent monte alors sur le trône de Suède sous le nom de Charles XIII de Suède.
La reine Sophie-Madeleine restée en Suède et meurt quatre ans plus tard en 1813, âgée de 67 ans.